# Saint-Étienne-de-Montluc

Saint-Étienne-de-Montluc este o comună în departamentul Loire-Atlantique, Franța. În 2009 avea o populație de 6,601 de locuitori.